# Iglesia de San Pedro el Viejo (Madrid)
La iglesia de san Pedro el Viejo (denominada también inicialmente como San Pedro el Real) es un templo católico, que se encuentra en la Plazuela de Jesús "El Pobre", al final de la calle del Nuncio y junto a la Costanilla de San Pedro, cerca de la calle de Segovia, en el barrio de Palacio de la capital de España. Está considerada como una de las iglesias más antiguas de la ciudad. El templo actual se construyó en el siglo XIV, época a la que pertenece su torre mudéjar, sin duda su elemento arquitectónico más destacado. Ha sido objeto de varias reformas, que han alterado significativamente su aspecto primitivo. Una de las modificaciones más importantes fue la realizada en el siglo XVII, mediante la cual se dotó al conjunto de un cierto aire unificado. A pesar de todo quedan elementos visibles que recuerdan al templo mudéjar. La iglesia es bien de interés cultural desde 1979.
El templo es la sede canónica de la Archicofradía de Jesús "El Pobre" una de las más antiguas y populares de Madrid que venera las imágenes de Nuestro Padre Jesús "El Pobre" y del Dulce Nombre de María en su Soledad.

## Historia
La parroquia de san Pedro el Viejo tiene un origen incierto. Aparece citada en el Fuero de Madrid de 1202, en referencia a una antigua edificación existente en la actual plaza de Puerta Cerrada, y se sabe que, en el siglo XIV, fue trasladada a un nuevo edificio, en su actual emplazamiento, no muy lejos de la citada plaza. Es junto con la de San Nicolás de los Servitas una de los templos más antiguos de Madrid. Su fundación puede deberse a Alfonso X de Castilla que cedió un solar junto a las denominadas fuentes de San Pedro. Las fuentes aparecen denominadas como sci.petri en el Fuero de 1202. Una de las primeras misiones de la parroquia fue velar por la distribución de sus aguas, que se vertían por los barrancos de la calle Segovia.
En el interior de esta iglesia, el 9 de mayo de 1462, pocos meses después de su nacimiento, Juana, hija de Enrique IV, fue jurada ante las Cortes como princesa de Asturias y heredera del reino.

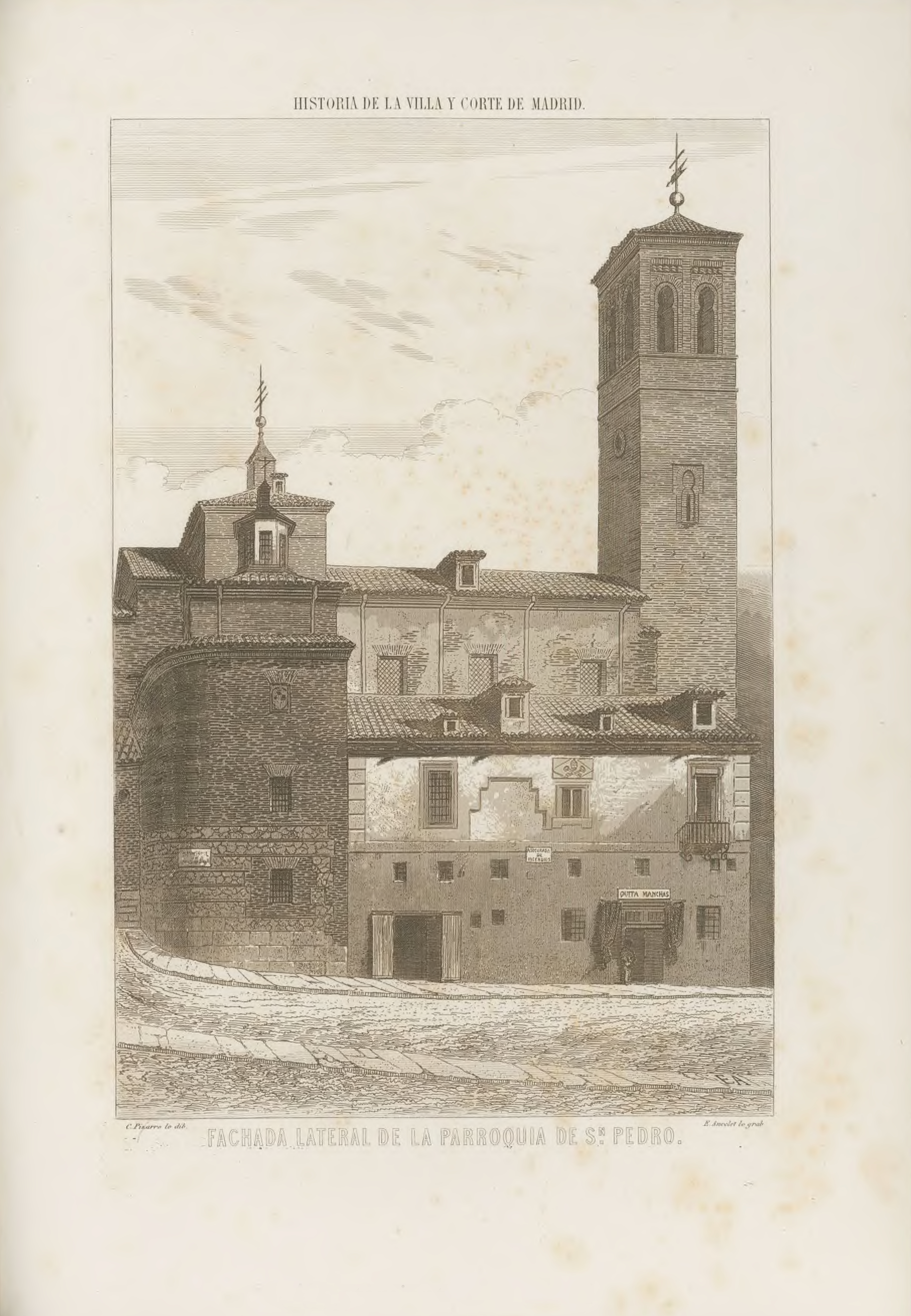
Vista de la iglesia a mediados del en un grabado a partir de dibujo de C. Pizarro (Historia de la Villa y Corte de Madrid, 1862)

En la guerra de la Independencia, el templo fue asaltado por los franceses, llevándose todo lo que encontraron. El edificio quedó en un estado lamentable, que salvó de la ruina absoluta el Arzobispado de Toledo con la ayuda de las cofradías, pudiendo realizarse su reconstrucción. El edificio volvió a amenazar ruina en 1886, motivo por el que se pensó en derribar el templo y levantar uno nuevo en la calle Carretas.
En la guerra civil, 1936-1939, el templo vuelve a ser asaltado, donde perdió grandes obras de arte, pero algunas se salvaron, como el caso del cuadro del altar mayor. El templo se ha restaurado varias veces desde entonces, quedando bien en su interior, pero el exterior ha llevado peor suerte, siendo una mezcla rara de estilos por definir.
El edificio ha tenido tantas modificaciones y restauraciones que han hecho de la iglesia un laberinto de edificaciones sin concretar. Lo único que ha perdurado hasta nosotros ha sido la torre mudéjar, que aun así tiene el campanario retocado en estilo herreriano. Al lado de la torre hay una sencilla puerta renacentista que da a la fachada principal de los pies, a la que se le quitaron las escaleras que accedían a la iglesia y está cegada. La otra fachada que da a la plaza de Jesús “El Pobre” (antes calle del Nuncio), es la que se usa para entrar, en el lado de la Epístola. Esta fachada tiene una portada de 1794 en sillería, con una reja anterior, de 1776, obra de Pedro Celestino Bartolomé. Sobre la portada, una hornacina fruto de las últimas restauraciones. Aunque hay pruebas de que ésta existió para ubicar una estatua de piedra de San Pedro. A los lados, escudos reales de la época de Carlos I de España.

Inicialmente era conocida como san Pedro el Real, pero perdió esta denominación en 1891, cuando dejó de ser parroquia a favor de la iglesia de la Paloma. Ya en el año 1863 hay propuestas urbanísticas que pretenden acabar con la iglesia. Esta última iglesia pasó a llamarse entonces san Pedro el Real y, para evitar confusiones, popularmente se bautizó al edificio de la calle del Nuncio como san Pedro el Viejo. Confusión que, en la práctica, nunca ha existido, ya que los madrileños designan a la iglesia de la Paloma con este nombre y no con su denominación oficial.

## El edificio

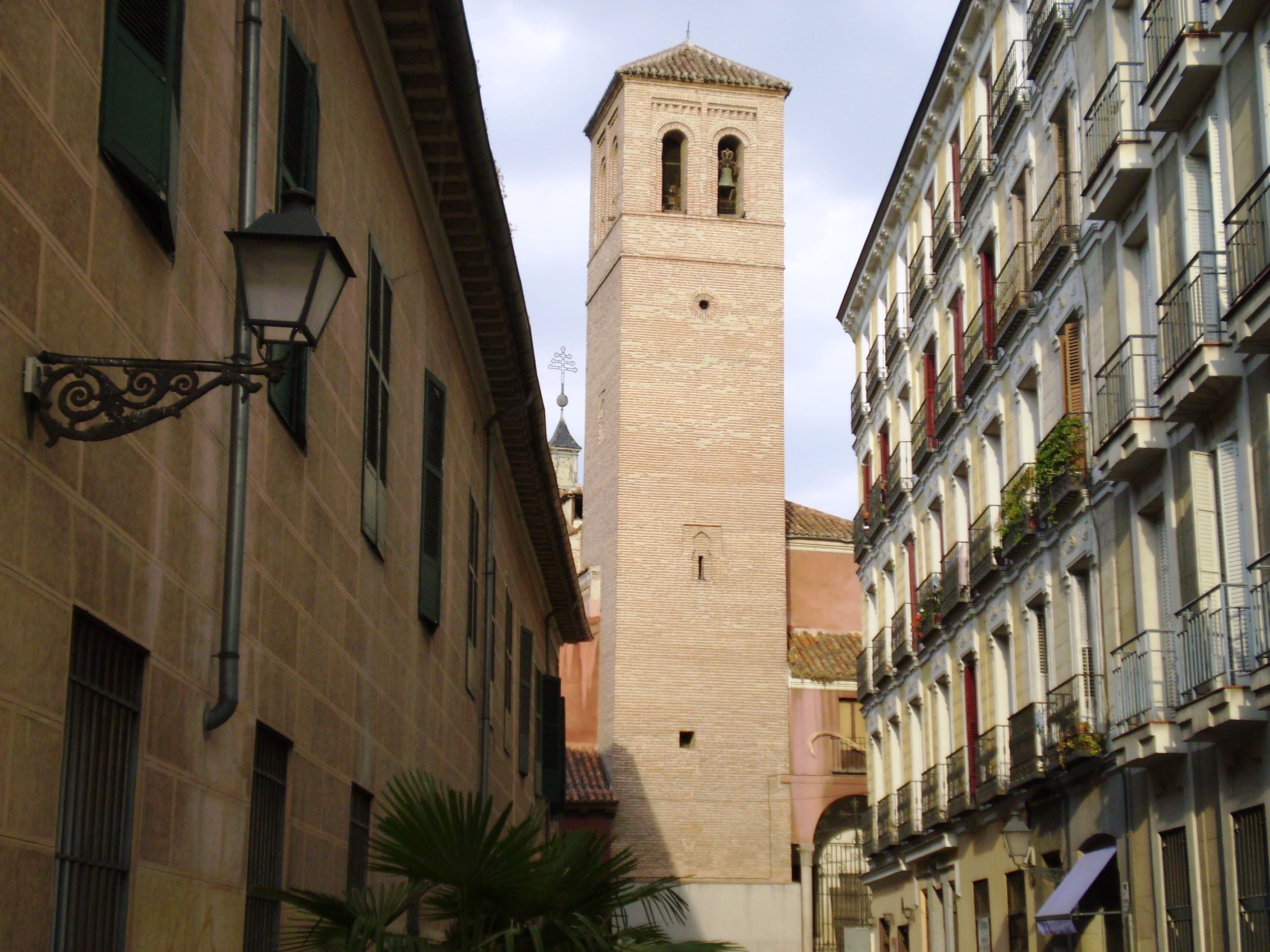
La torre mudéjar de san Pedro el Viejo desde la calle del Príncipe de Anglona. A la izquierda, fachada del Palacio de Anglona.

El edificio actual es el resultado de diferentes reformas y añadidos, que conforman una amalgama de construcciones desestructuradas e indefinidas. La torre es el único elemento que mantiene un estilo concreto, el mudéjar, y aun así no aparece en estado puro, pues está rematada con un campanario de traza herreriana. Fue erigida en ladrillo, a mediados del siglo XIV. Junto a la base de la torre, aparece una sencilla portada (actualmente sellada), que podría datar del siglo XVI.
El edificio tiene planta basilical, con pequeñas naves laterales, y la cabecera presenta una orientación distinta de las naves, que podría deberse al emplazamiento de la antigua mezquita sobre la que se construyó o a que se siguió la línea de la calle. Por eso la nave se debió de remeter para no ocupar parte de la plazuela de San Pedro. El templo se cubre por bóvedas de cañón en la nave central, con lunetos y ventanas, mientras que las naves laterales se cubren por medio de bóvedas de arista. Sobre la capilla mayor, remata una cúpula elíptica sobre pechinas, diseñada por Lorenzo Hernández de Medina, mientras que la bola y la cruz del remate son de Juan Calero, doradas por Clemente de Ávila en 1768.
En el interior conviven rasgos arquitectónicos del siglo XV, caso de la cabecera nervada de la nave de la epístola; del siglo XVI, como la capilla de los Luján (hoy llamada del Perpetuo Socorro); y del siglo XVII, cuando se levantaron la cabecera principal y las tres naves. 
Estos últimos elementos fueron incorporados durante la reforma proyectada por el arquitecto Francisco Sanz en el año 1655, a instancias de Lorenzo Reinoso, arzobispo de Brindisi, mediante la cual se unificó arquitectónicamente el interior del templo.
El retablo mayor es Barroco español, obra de Sebastián de Benavente en 1671 y dorado por Francisco Sánchez y ensamblado por Fernando de Benavente. Está formado por columnas salomónicas y rematado por un ático semicircular. En el centro se encuentra un camarín con la imagen de la Inmaculada Concepción, obra del siglo XIX. Hay que decir que la Cofradía de esta Virgen, tenía mucho poder en los siglos XVII y XVIII, consiguiendo que se le cediese este lugar a la Virgen, retirando el titular del templo, el cual ponían en este lugar de privilegio en sus fiestas patronales. A los lados pinturas de San Francisco de Asís y Santa Isabel de Hungría, obras del siglo XVII, de la escuela de Vicente Carducho. En el ático, el cuadro de Crucifixión de San Pedro, realizado por Juan Bautista Caturnio en 1771, siendo una copia exacta del que se encuentra en los museos de la Santa Sede y que se pintó para la Basílica Vaticana de Guido Reni. A los lados, escudos realizados por Manuel Pérez en 1709, el mismo autor de los ángeles de la parte superior. 
En la capilla de los Luján estuvo el sepulcro de fray Antonio de Luján, obispo de Mondoñedo, mandado construir por Francisco de Luján, su hermano, que se conserva en la actualidad en el Museo Arqueológico Nacional de Madrid.

### La Torre
Consiste en una edificación con volumen prismático de 30 metros de altura, con una planta cuadrada de 5,10 metros de lado y un machón central cuadrado de 1,10 metros. Es elemento más visible del conjunto. La torre se desarrolla siguiendo tres fases, en la primera destaca el granito, en la segunda de transición se ubica un enfoscado de cemento, siendo la superior de fábrica de ladrillo.
La torre se mandó edificar para conmemorar la reconquista de Algeciras en 1344. La construcción, al estilo de los alminares andalusíes, corrió a cargo de los maestros alarifes musulmanes que vivían en un Madrid ya cristiano.
Tiene ventanillos arábigo-bizantinos únicos en Madrid. Distribuidos en las cuatro caras de la torre se encuentran las aspilleras. Enmarcadas en arquillos ciegos de herradura que, dispuestas a diferentes alturas, servían para dar luz a su interior. 
Está rematada por un campanario de traza herreriana, que se añadió en el siglo XVII. En el siglo XIX se encontraba la torre enfoscada y pintada simulando ladrillos, cuando en realidad los ladrillos estaban cubiertos, por lo que años después se retiró el enfoscado y se puede ver en su estado original.

## Jesús "El Pobre"

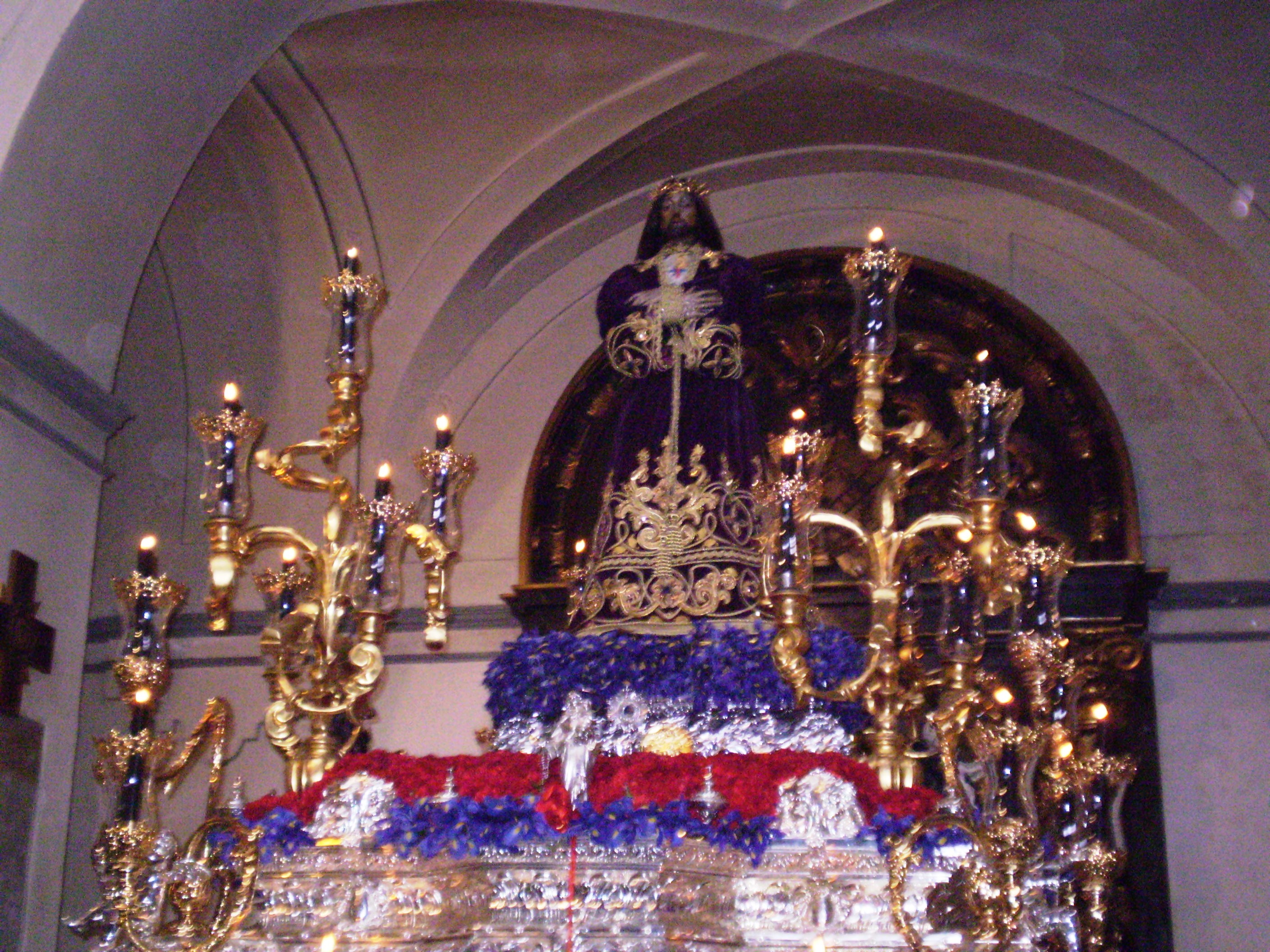
Imagen de Jesús el Pobre, en su paso procesional de Semana Santa.

En san Pedro el Viejo se venera la talla de Nuestro Padre Jesús Nazareno "el Pobre" quien sale en procesión el día de Jueves Santo por la tarde.

Recientemente se ha descubierto en un documento notarial, que la Imagen de Jesús Nazareno, al que hoy conocemos como” El Pobre” fue donada por María de la O Fernández de Córdoba y Moncada, tercera mujer del Duque de Santisteban, hija y hermana a su vez del Duque de Medinaceli.

La Imagen llegó a la Iglesia de San Pedro el Real acompañando el Rosario cantado organizado por la Congregación de la Soledad, sita en San Pedro, desde la Iglesia de Ntra. Sra. de Loreto de Antón Martín en la mañana de un 28 de agosto de 1756. Hasta el día de hoy el hecho de que estuviera en Casa Pilatos de Sevilla o fuera donada en 1812 son simples leyendas sin pruebas.

El mismo documento indica que la Imagen se encontraba ubicada en la actual capilla del Santísimo, en retablo tallado.
Un nuevo boletín del Museo Arqueológico Nacional, de 2023 ha arrojado luz al origen de esta imagen. El conservador del departamento de Edad Moderna, Juan María Cruz Yábar, atribuye su autoría al escultor jienense Antonio Primo, que vivió entre los años 1735 y 1798. Las nuevas informaciones aún van más allá: "Podemos además desvelar el autor de la imagen. Ha pasado desapercibida una declaración de Antonio Primo, a quien hemos visto en posible relación con el escudo de Carlos III, contenida en un memorial redactado en 1775 en que solicitaba el oficio de escultor de cámara". Entre otros méritos adujo haber realizado “un Jesús, en San Pedro, por orden del Excmo. Sr. Duque de Santisteban del tamaño natural”. Ningún especialista ha reparado en que se trata del Jesus “el Pobre” lo que confirma el encargo de los duques de Medinaceli y Santisteban. Este escultor nació en Andújar en 1735 y "aprendió escultura en la Academia de Bellas Artes de San Fernando desde 1754, gracias a una ayuda de cuatro reales diarios que le concedió Fernando VI "en atención a su pobreza y aplicación'".
El autor de “el Pobre” quiso imprimirle a la talla algunas características personales con respecto al “Medinaceli”, pieza de referencia para las esculturas de cautivos: La posición de las manos, sobre todo la derecha y los brazos, que están más elevados. La expresión del rostro y los rasgos faciales también son singulares y muy diferentes.
Aunque el artista andaluz esculpió después para la realeza y la alta nobleza, no alcanzó gran reconocimiento. Entre sus obras destaca el frontón de la fachada del actual edificio sede de la Comunidad de Madrid o su colaboración en la Fuente de la Alcachofa diseñada por Ventura Rodríguez. Primo es autor de los cuatro amorcillos y la alcachofa.
Se sigue investigando la autoría de la misma, pero por la fecha, queda descartado del todo Juan de Astorga y la fecha de 1812 que nos indican muchos enlaces y diferentes blogs. En el interior del templo se encuentra asimismo la capilla del Cristo de las Lluvias, que tiene su origen en la leyenda medieval que relata que sus campanas conseguían desviar las tormentas, salvaguardando así las cosechas.

## Curiosidades
En el siglo XVI, el muro de la sacristía fue derruido para una reforma. Apareció la momia de un hombre que había sido enterrado de pie. Sus ropas estaban intactas y por las armas que llevaba parecía un noble. Las autoridades lo expusieron a los curiosos durante unos días. Nadie reclamó el cadáver por lo que se decidió enterrarlo, presuntamente en la misma iglesia.
Un siglo más tarde, San Pedro el Viejo se convierte en escenario de exorcismos. El exorcista era Genaro Andreini, calabrés de nacimiento. Muchas personas llegaban a la iglesia para que les sacara el demonio del cuerpo. Se hacían largas colas para ser exorcizados. Francisco de Quevedo le dedicó estos versos: “Venid, viejas, a San Pedro / venid, que ya está el beato / Andreini con hisopos / preparado a sacar diablos”. Finalmente, y ante el revuelo que causaba entre los fieles, Andreini fue devuelto a su Italia natal.
La iglesia esconde un último secreto: su campana. Dice la leyenda que se compró con los donativos de los cristianos del barrio y era tan grande que resultaba imposible subirla por la torre. Un día, sin intervención humana, apareció colocada en su lugar. 
Dos veces tocó sola: cuando murió el rey Felipe II y cuando se produjo el levantamiento contra los franceses. Pero su auténtico poder consistía en desviar las tormentas con su repicar y así salvaguardar las cosechas. Como consecuencia de su peso se quebró en 1565. Con su fundición se hicieron dos campanas más pequeñas. Hoy se puede observar otra, colocada en 1801 y más pequeña que sus compañeras.

### Libros
- Fernández Álvarez, Manuel (2003). Isabel la Católica. Madrid: Espasa-Calpe, S.A. ISBN 84-670-1260-9.
- Suárez Fernández, Luis (2005). Los Reyes Católicos. Madrid: Editorial Ariel. ISBN 8447339394.